# Zeche Sonnenschein (Bochum)
Die Zeche Sonnenschein in Bochum war ein Steinkohle-Bergwerk im heutigen Stadtteil Dahlhausen.

## Geschichte
Der Sonnenscheiner Kohlberg in Dahlhausen wurde 1698 gemutet, war aber womöglich schon rund 20 Jahre vorher in Betrieb. Schon nach zwei Jahren wurde das vom Oberdahlhauser Bauern und Gewerken Henrich Köllemann angelegte, später ältester Sonnenscheiner Stolln genannte Werk, wieder stillgelegt. Es befand sich an der heutigen Hasenwinkeler Straße in der späteren Berechtsamen Hasenwinkel.
Im Jahre 1732 wurde der Sonnenscheiner Erbstollen angelegt, um höhergelegene Gruben zu entwässern und womöglich neue Kohlelager zu erschließen. 1744 stieß der Erbstollen erstmals auf Kohle, im gleichen Jahr traten finanzkräftige Gewerken der Zeche bei, unter ihnen der Bergbau-Pionier Julius Philipp Heintzmann (nach ihm ist u. a. die Zeche Julius Philipp in Wiemelhausen benannt worden). 
1781 wurde ein Schacht zur Kohleförderung angelegt, und ab 1785 wurde zusammen mit der Zeche Vereinigte General & Erbstollen ein gemeinsamer neuer Erbstollen vom Ruhrufer aus angelegt.
Da die benachbarte Zeche Hasenwinkel von der gleichen Gewerkschaft betrieben wurde, arbeiteten beide Gruben eng zusammen. Als Zeche Sonnenschein 1801 die Kohleförderung einstellte, fiel das Grubenfeld an  die Zeche Hasenwinkel.